# Représentations diplomatiques en République du Haut-Karabagh
La République du Haut-Karabagh est un État non reconnu internationalement apparu en 1992. Il ne possède aucune représentation diplomatique sur son territoire. Il possède en revanche plusieurs missions diplomatiques.